# 자바 원인
자바원인(Java man)은 호모 에렉투스의 한 부류로, 〈직립보행 원인〉이라는 의미로 뒤부아가 지은 이름인 피테칸트로푸스 에렉투스(Pithecanthropus erectus)라고도 한다. 1891년에 네덜란드의 군의관 외젠 뒤부아에 의해서 인도네시아 자와섬의 솔로 강변에서 발견된 화석 인류이다. 자바원인 발견당시 뒤부아는 군의 인사이동으로 부인, 딸과 함께 인도네시아에서 살고 있었다. 자바원인 발견은 진화론을 증명하는 증험이기 때문에 역사적으로 중요한 발견이다.
호모 에렉투스의 일종으로 뇌의 용적은 900~1000cc로서 한결 호모 사피엔스에 가깝고 대퇴골도 발달하여 현대인과 유사하다. 자바원인이 사용했던 석기는 발견되지 않았으나 두발로 직립보행하고 플라이스토세에 살았다.

## 발견 과정

자바 원인의 복원 석고상

네덜란드 암스테르담 대학의 해부학 조교였던 외젠 뒤부아는 미싱 링크의 화석을 발견하기로 결심하고 해부학 조교 직을 그만두고 군의관을 자원하여 네덜란드령 동인도로 차출되어 갔다. 1889년부터 2년간 자와섬을 뒤진 끝에 현생인류에 속하는 화석을 발견했다. 실망했으나 그는 그만두지 않고 자와섬을 계속 탐사하던 중 1891년 자와섬 솔로 강변 트리니르 촌에서 크기가 작고 두꺼운 머리뼈와 이빨, 그리고 넓적다리뼈를 발견하였다. 1m 안쪽의 지점에서 발견된 이 세 화석을 조립한 결과 두 발로 서서 걸었음이 확실해졌다. 그는 이 화석을 학회에 발표하고 피테칸트로푸스 에렉투스라 이름 붙였다.

## 역사와 중요성
뒤브와의 발견은 완전한 종의 발견은 아니었지만, 두개골의 상부, 대퇴골, 이빨 몇 개로 구성되어 있었다. 이 뼈들이 같은 종의 것인지에 대해서는 이견이 있었다. 이후 두 번째의 보다 완벽한 종이 솔로 강에서 북쪽으로 18 km 떨어진 자바 중부의 상지란 마을에서 발견되었다. 뒤브와가 발견한 것과 유사한 크기의 두개골을 가진 이 유물은 1936년 베를린 출신의 고고학자 쾨니히스발트(Gustav Heinrich Ralph von Koenigswald)에 의해 발견되었다.
안타깝게도 창조주의를 과학적 사실로 믿었던 그 당시의 교회와 그의 이론을 인정하지 않는 기존 학계와의 갈등으로 뒤부아의 생존시기에는 인정받지 못했다.

## 루머
창조과학이라는 이름의 사이비과학에서는 근처에서 두 개의 사람 두개골을 발견했다고 주장하면서 마치 과학자들이 자바 원인을 더 이상 진화의 과정으로 보지 않는다는 듯한 엉터리 주장을 과학에 대해 전혀 모르는 신학자들 혹은 전혀 분야가 다른 다른분야의 오래된 과학자들을(Marvin L. Lubenow,Duan Gish 등등) 인용해 하기도 하지만, 해당 주장은 전부 루머로, 과학계에서 자바원인을 유인원으로 보지 않는 경우는 존재하지 않는다.

## 같이 보기
- 베이징 원인
- 호모 에렉투스
- 인류의 진화
- 창조주의